# Feretrius quadrioculatus
Feretrius quadrioculatus is een hooiwagen uit de familie Samoidae.